# Mozetta

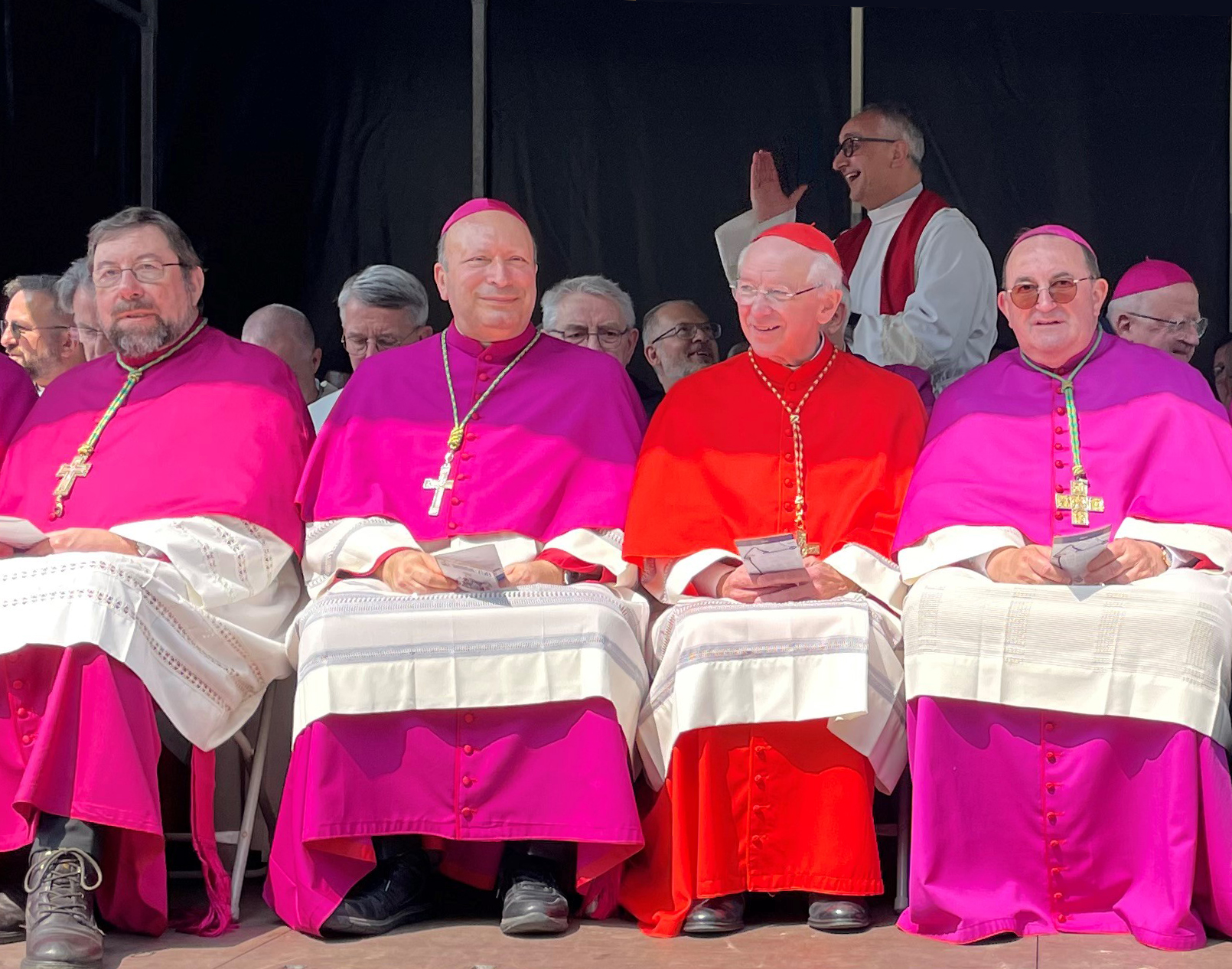
Ein Kardinal (3. v. l.) und drei Bischöfe im Chorgewand mit Mozetta

Eine Mozetta, auch Mozzetta, (von italienisch mozzo „abgeschnitten, gestutzt“; Pl. Mozetten) ist ein bis zu den Ellenbogen reichender, über dem Chorhemd getragener Schulterkragen in der Regel für höhere Geistliche der katholischen Kirche. Die Mozetta ist zu unterscheiden von der Pellegrina, dem zur Soutane getragenen, vorne offenen Schulterkragen. Bei Kanonikern findet sich in der Regel eine kleine Kapuze (sog. Miniaturkapuze) an die Mozetta angenäht; Bischöfe tragen hingegen stets Mozetten ohne Kapuze.

## Entwicklung
Ursprünglich handelte es sich bei der Mozetta um einen Mantel; dies zeigt sich auch an der bis heute bei der päpstlichen Mozetta erhaltenen (Zier-)Kapuze. Auch das heutige „Schultermäntelchen“ wird durch eine Knopfreihe vorne geschlossen. Eine Kapuze wäre für einen Bischof mit Bischofshut (Galero) nicht benutzbar. Daher entfällt an der bischöflichen Mozetta auch diese Zierkapuze. Auch bei anderen Mozetten ist die Kapuze inzwischen nicht mehr üblich.
Die Mozetta wird heute aus Wollstoff gefertigt, selten noch aus Moiréseide.

## Verwendung
Die Mozetta ist ein liturgisches Gewand und gehört zur Chorkleidung. Sie wird über dem Chorhemd getragen. Über der Mozetta wird die Stola getragen, jedoch nur dann, wenn der Geistliche eine priesterliche Handlung vornimmt, nicht wenn er den Gottesdienst mitfeiert. Eine Ausnahme stellt der Papst dar, der Mozetta und Stola häufig auch außerhalb des Gottesdienstes trägt.
Einfache Geistliche tragen ebenso wie die päpstlichen Prälaten (Apostolische Protonotare, Ehrenprälaten Seiner Heiligkeit und Kapläne Seiner Heiligkeit) keine Mozetta, die Apostolischen Protonotare und die Domherren von St. Peter in Rom jedoch stattdessen die Mantelletta.

## Farbgebung
Die Farbe der Mozetta bringt den Rang ihres Trägers zum Ausdruck:
- Der Papst trägt im Sommer eine rote Mozetta aus Seide, im Winter aus Samt mit weißem Fellsaum oder eine weiße Mozetta aus Damast, ebenfalls mit weißem Fellsaum, während der Osterzeit. Die letzten beiden Varianten wurden von den Päpsten bis zu Paul VI. und von Benedikt XVI. benutzt. Nachdem Franziskus († 21. April 2025) die Mozetta abgelegt hatte, trägt sie sein Nachfolger Papst Leo XIV wieder.
- Kardinäle tragen eine scharlachrote Mozetta mit scharlachroten Knöpfen (Kardinalspurpur); daneben trägt auch der Erzbischof von Salzburg als legatus natus solch eine rote Mozetta (allerdings nur in seiner Kirchenprovinz), auch wenn er kein Kardinal ist (Legatenpurpur).
- Bischöfe tragen eine violette Mozetta mit roten Knöpfen.
- In eine schwarze Mozetta mit violetten Knöpfen und violettem Saum kleiden sich in vielen Bistümern die Domvikare und Dekane bzw. Dechanten. Die Domherren oder Domkapitulare tragen entweder nach altem Brauch eine violette Mozetta wie die Bischöfe oder eine schwarze Mozetta mit roten Knöpfen.
- Im Erzbistum Salzburg tragen die Domkapitulare seit der Festlegung durch Kaiser Franz I. im Jahre 1825 eine kirschrote Mozetta. Auch im Bistum Dresden-Meißen tragen Domkapitulare statt der schwarzen Mozetta mit violetter Paspelierung zu feierlichen Anlässen als Bestandteil der feierlichen Chorkleidung eine rote Mozetta.
- Die höheren Ordensgeistlichen tragen eine Mozetta in der Farbe ihres Habits, Benediktineräbte zum Beispiel eine schwarze Mozetta mit schwarzen Knöpfen, Prämonstratenseräbte eine weiße Mozetta.
- Gemäß dem Erlass Domus ecclesiae de titulo basilicae minoris der Kongregation für den Gottesdienst und die Sakramentenordnung vom 9. November 1989 darf der Rektor einer päpstlichen Basilika (Basilica minor) eine schwarzseidene, rot paspelierte Mozetta tragen.[2]
- Eine Mozetta in verschiedenen Farben tragen teilweise auch Mitglieder von Chorherrenstiften, Stiftskapiteln oder Mitglieder verschiedener Ritter- bzw. Chorherrenorden, so dass man von der Mozetta nicht unbedingt auf die Zugehörigkeit zum höheren Klerus, noch nicht einmal zwingend auf die Priesterweihe schließen kann.

## Geschichte
Die Mozetta war über die Jahrhunderte häufig mit dem weißen Hermelinfell abgesetzt, auf Papstabbildungen oft zusammen mit dessen ebenfalls hermelinverbrämter krempenlosen Mütze.
Papst Paul VI. erhielt bei einer Privataudienz am 4. Mai 1964 von der amerikanischen Nerzzüchterorganisation Emba Mink Breeders Association eine mit weißem Nerz gefütterte Mozetta als Geschenk, die er wohlwollend entgegennahm. Er fügte hinzu: „Manchmal ist es im Winter sehr kalt in der Kirche, und dann wird die Mozetta mich wärmen“. Gefertigt wurde sie von der Firma Maximilian in New York, die sich das Schnittmuster und den Samt aus Rom kommen ließ.

Päpste mit Mozetta
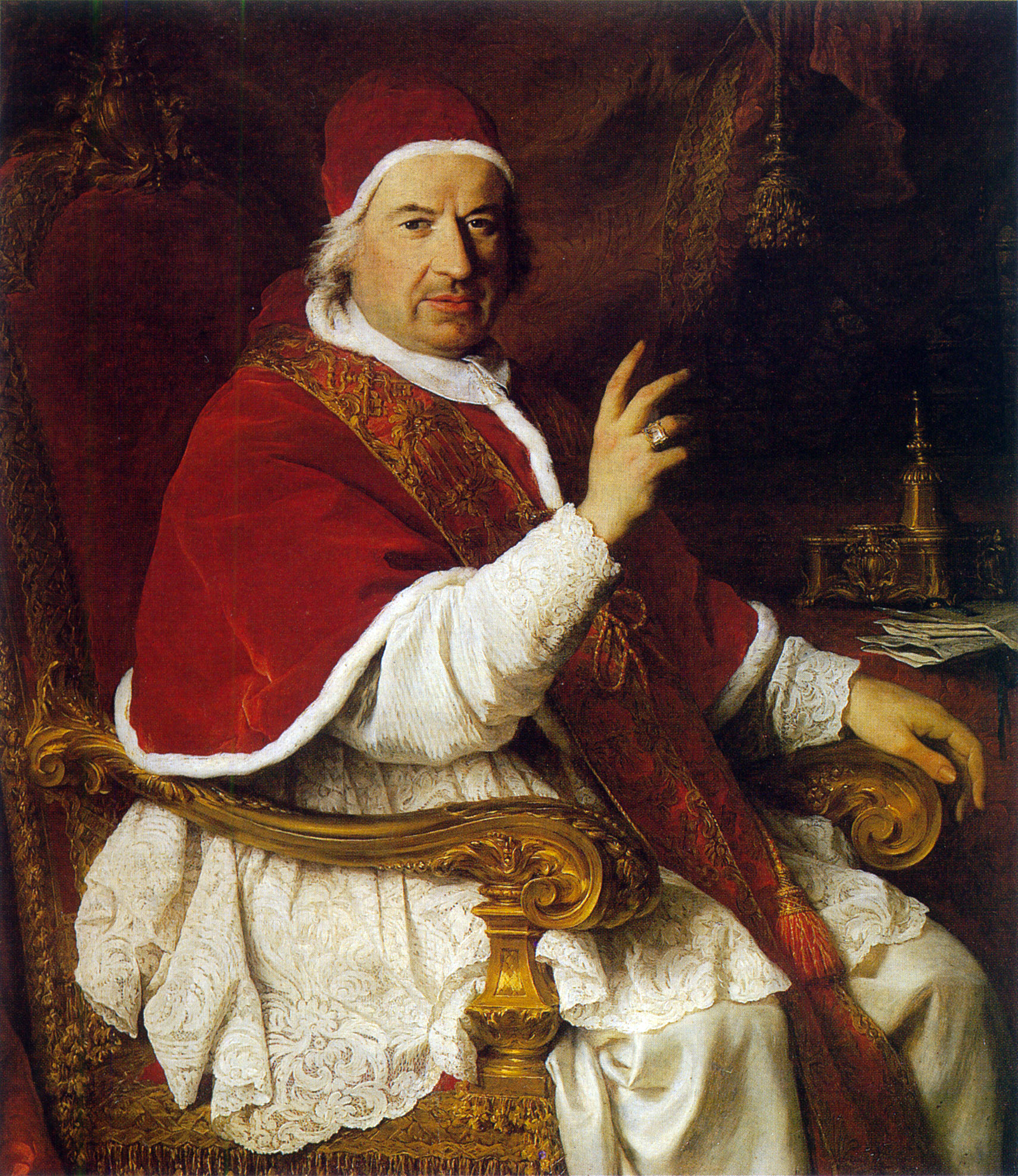
Papst Benedikt XIV. mit Camauro und Mozetta
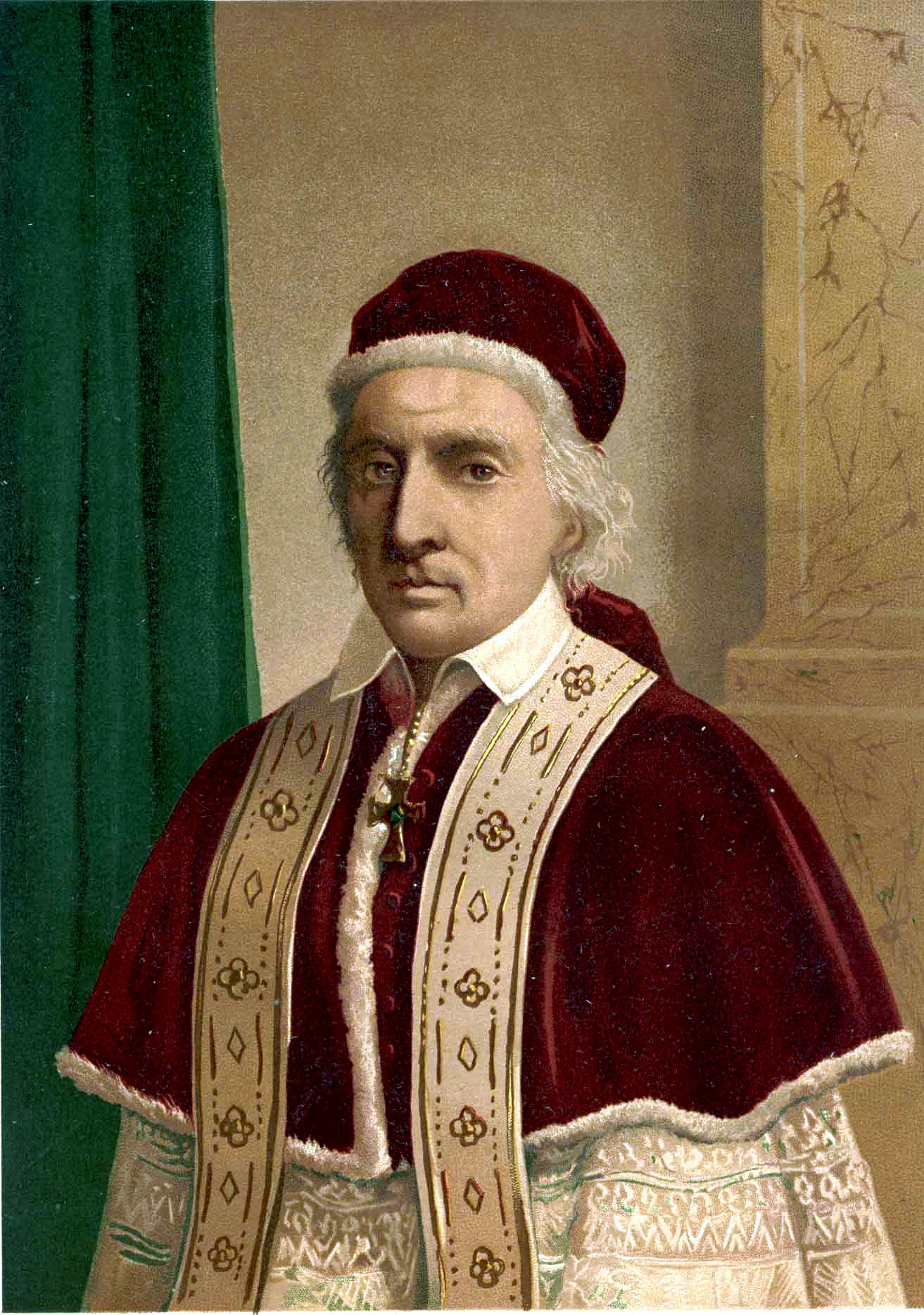
Papst Clemens XII. mit Camauro und Mozetta
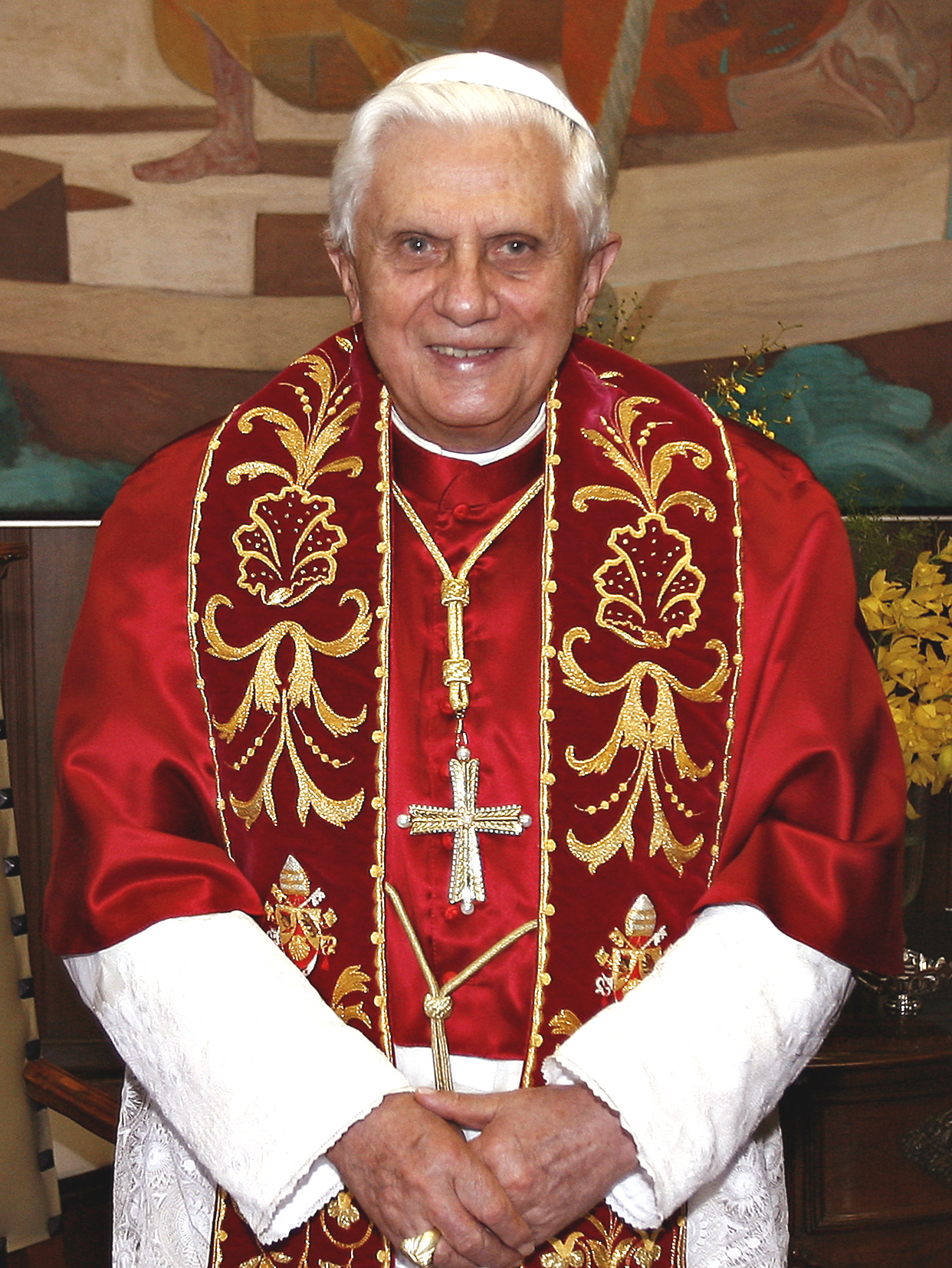
Benedikt XVI. mit Sommermozzetta
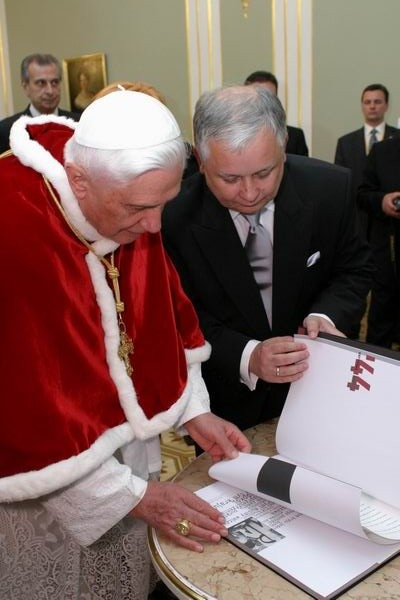
Benedikt XVI. mit hermelinverbrämter Mozetta